# Айнабулак (Жанасемейський район)
Айнабула́к (каз. Айнабұлақ) — село у складі Жанасемейського району Абайської області Казахстану. Адміністративний центр Айнабулацького сільського округу.
Населення — 171 особа (2021; 231 у 2009, 230 у 1999, 249 у 1989).
Національний склад станом на 1989 рік:
- казахи — 100 %

У радянські часи село називалось також Касимбек.